# ウロカニン酸
ウロカニン酸（ウロカニンさん、Urocanic acid）は、L-ヒスチジンの代謝中間体の1つである。trans 型とcis 型の1組の幾何異性体が存在する。動物において紫外線の防御に関わる分子の1つとしても知られる。

## 代謝
ヒスチジンアンモニアリアーゼ（またはヒスチダーゼ、ヒスチジナーゼ）によって、ヒスチジンからアミノ基を、アンモニアとして除去するによって合成される。
肝臓では、ウロカニン酸はウロカニン酸ヒドラターゼ（ウロカナーゼ）によってイミダゾール-4-オン-5-プロピオン酸、次いでグルタミン酸に変換される。

## 臨床的意義
ウロカナーゼの遺伝的欠損により、ウルカニン酸の代謝が滞ることで体内にウロカニン酸が蓄積し、その血中濃度も高くなる。その結果、尿中にウロカニン酸が異常な濃度で排泄されるようになる。この症状はウロカニン酸尿症（Urocanic aciduria）として知られる。

## 機能
ウロカニン酸は動物の汗と皮膚で見られ、UVBを吸収することによって、DNAの損傷を防止する作用がある。ウロカニン酸の大部分は皮膚の角質層に存在し、そのほとんどがフィラグリン異化（ヒスチジンリッチタンパク質）派生だと考えられている。UVBを照射した時に、トランスウロカニン酸はin vitroおよびin vivoではシス体に変化する。このシス体はサプレッサーT細胞を活性化する事が知られており、免疫能が低下する。また、同じくシス体はプロスタグランディンE2の合成を誘導するため、皮膚での炎症が誘発される。
なお、ウロカニン酸の量は、たとえ同じヒトであっても同じではなく、個体差が見られる。紫外線に対する耐性を決める要因はウロカニン酸だけではないものの、ウロカニン酸の量が紫外線に対する耐性を決める要因の1つではある。

## 歴史
ウロカニン酸は1874年にM. Jafféによってイヌの尿から初めて単離された。ゆえに、ラテン語で尿を意味する「urina」と、同じくラテン語でイヌを意味する「canis」から、ウロカニン酸（Urocanic acid）と命名された。